# 新疆球蛛
新疆球蛛（学名：Theridion xinjiangensis）为球蛛科球蛛属的动物。在中国大陆，分布于新疆等地，常生活于果园或胡杨林带草丛中。